# グレッグ・ローリー
グレッグ・ローリー (Greg Laurie、1952年12月10日 - ) は、アメリカの代表的大衆伝道師、ハーベスト・クリスチャン・フェローシップ教会の主任牧師。
ローリーはニューポート・ハーバー高校在学時、ペンテコステ派の伝道師であるローニー・フリスビーから回心に導かれた。19歳のときカリフォルニア州リバーサイドの米国聖公会のオールセイント教会でローニーが開催していた30人の聖書勉強会を導く機会が与えられた。このクリスチャンの集いから発展した教会は全米で8番目に、カリフォルニア州で3番目に大規模なメガチャーチとなった。ローリーの最終学歴は高校であるがバイオラ大学とアズサパシフィック大学から名誉博士号を与えられた。現在宣教団体のビリー・グラハム伝道協会（en:Billy Graham Evangelistic Association、BGEA）と、キリスト教団体の「サマリア人の財布」（en:Samaritan's Purse）の理事を務める。
1990年、ローリーはハーベスト・クルセードという大衆伝道大会を開催。以後、300万人を超える参加者を動員してカリフォルニア州、シアトル、オレゴン州、フィラデルフィア、ニューヨーク、ハワイ、フロリダ州、ニュージーランド、オーストラリアで同大会を開催した。
テレビ番組、Knowing God with Greg Laurieと全米放送のラジオ番組 A New Beginning に出演している。